# Regál (police)

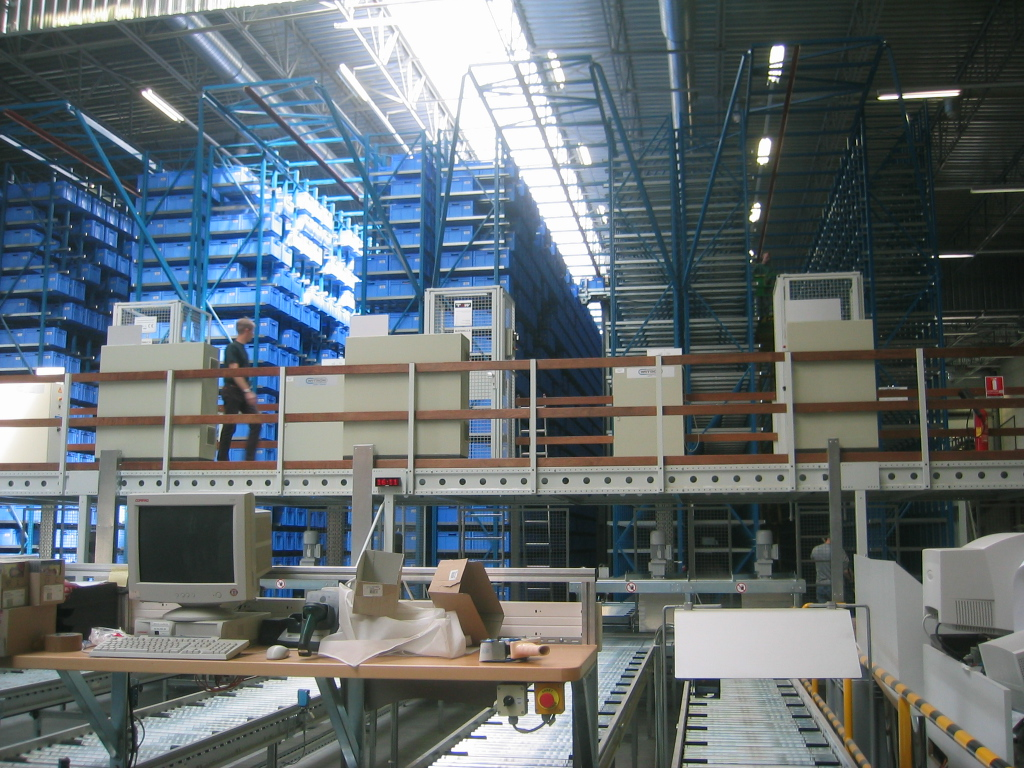
Regály ve skladu

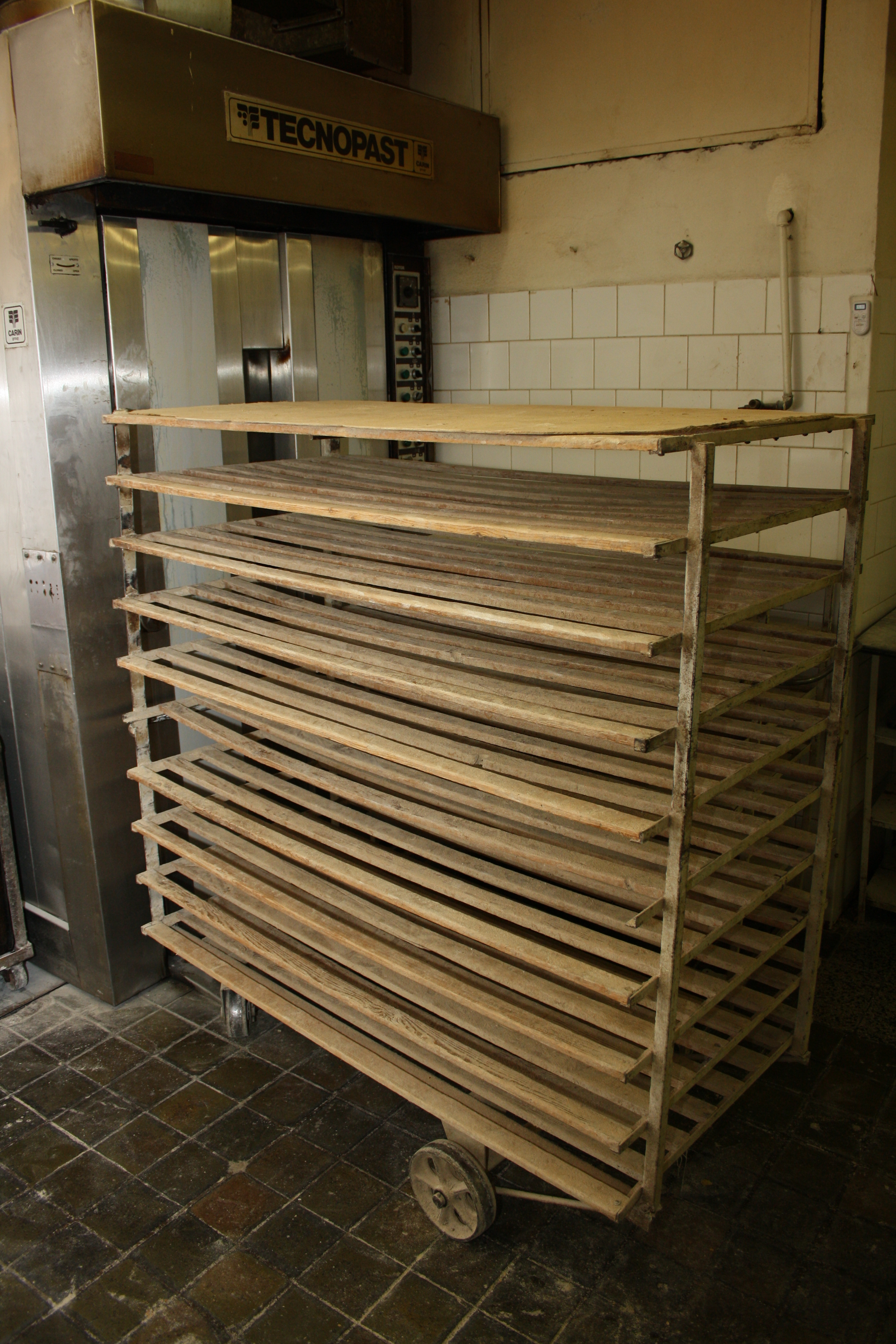
Regál na sušení pečiva

Regál je police nebo soustava polic. Regály umožňují přehledné uspořádání a úsporu místa při skladování různého materiálu. V prodejnách se regály používají k vystavování nabízeného zboží.

## Druhy
Podle druhu skladovaného materiálu je lze dělit na archivní, policové, paletové, konzolové, atd.
Regály mohou být například dřevěné, plastové, kovové nebo z různých kombinací materiálů.
Regály mohou být monolitní nebo stavebnicové (nastavitelné), a mohou být buď připevněny na jednom místě, nebo pojízdné. Lze z nich vytvářet regálové galerie (patrové sklady).

## Péče o regály
O regály je nutno pečovat stejně jako o cokoliv jiného, co by nám mělo vydržet déle než po dobu záruční lhůty.
- Pokud máme regály doma, v bytě, je údržba mnohem jednodušší, zde prakticky stačí občas otřít prach a regály pokud možno nevystavovat vlhkým podmínkám.
- Regály, které jsou umístěny ve sklepech nebo na balkonech, je nutno občas otřít, aby se na nich vlhkost neudržovala příliš dlouho. Hrozilo by poškození povrchové vrstvy. Sluneční záření také může vytvořit drobné problémy. Regály, které jsou nastříkané práškovou barvou, mohou na slunci vyšisovat, tedy barvu ztrácet. I když toto je jev dlouhodobý, v krátké době by se s barvou nic stát nemělo.
- Zcela jiná situace je u regálů průmyslových, tedy prodejních regálů (vybavení prodejen) nebo skladových regálů. Pokud jsou regály umístěny v obchodním provozu, většinou bývají v uzavřeném prostoru, tedy povětrnostní vlivy nehrají roli. Zde jde hlavně o běžnou údržbu otírání prachu. V případě samoobslužných prodejen hrozí nebezpečí poškození regálů zákazníkem. Pokud se police poškrábou, je možnost nechat přestříkat barvu specializovanou firmou.

Regály se nesmí přetěžovat přes doporučenou nosnost, protože by hrozilo jejich zhroucení.
Regály je nutné dle nařízení vlády 101/2005 Sb. v pravidelných intervalech kontrolovat .